# Amore e guerra (film 1970)
Amore e guerra  è un  film per la televisione del 1970 diretto da George McCowan.

## Trama
Due pianeti intenti a conquistare la Terra decidono di confrontarsi direttamente, al vincitore spetterà il dominio del pianeta, al termine dello scontro il vincitore verrà ucciso.